# Lista de municípios de Mato Grosso por IFDM
Esta é uma lista de municípios de Mato Grosso ordenados por Índice FIRJAN de Desenvolvimento Municipal (IFDM) conforme dados divulgados pelo Sistema FIRJAN em 2018 com base no ano de 2016.
O Índice FIRJAN de Desenvolvimento Municipal (IFDM) é um estudo anual criado para acompanhar o desenvolvimento humano, econômico e social dos municípios do Estado do Rio de Janeiro e do Brasil (5.565 no total), com base exclusivamente em estatísticas oficiais. Ele leva em conta três indicadores: emprego e renda como um único indicador e  educação e saúde como indicadores separados, cada qual com um conjunto respectivo de variáveis. Devido às suas características, a ferramenta tem servido como uma fotografia de políticas públicas e como fonte para "estudos nacionais e internacionais a respeito do desenvolvimento brasileiro". Mesmo porque seu resultado é capaz de retratar o nível de desenvolvimento de cada cidade e, assim, dar uma ideia sobre a qualidade de vida de seus cidadãos.
O IFDM é semelhante ao Índice de Desenvolvimento Humano (IDH), calculado pela ONU. Uma diferença entre ambos é que os dados do IFDM “podem ser coletados todo ano”, ao passo que os do IDH só são levantados uma vez por década, pois dependem de “dados do censo demográfico, realizado a cada 10 anos.”

## Categorias

Mapa do IFDM do Estado de Mato Grosso em 2016.Legenda:
Alto (9 municípios)
Moderado (105 municípios)
Regular (26 municípios)
Baixo (nenhum município)
Sem dados (1 município)

O índice varia de zero (valor mínimo) até 1 (valor máximo), sendo considerado:
- Alto, resultados superiores a 0,8 pontos;
- Moderado, resultados entre 0,6 e 0,8 pontos;
- Regular, resultados entre 0,4 e 0,6 pontos;
- Baixo, resultados inferiores a 0,4 pontos;

## Lista dos municípios
| Posição                  | Município                        | IFDM Consolidado (2013) |
| Desenvolvimento alto     | Desenvolvimento alto             | Desenvolvimento alto    |
| ------------------------ | -------------------------------- | ----------------------- |
| 1º                       | Lucas do Rio Verde               | 0.8354                  |
| 2º                       | Cuiabá                           | 0.8266                  |
| 3º                       | Diamantino                       | 0.8182                  |
| 4º                       | Sorriso                          | 0.8179                  |
| 5º                       | Campo Novo do Parecis            | 0.8176                  |
| 6º                       | Sinop                            | 0.8064                  |
| 7º                       | Campo Verde                      | 0.8032                  |
| 8º                       | Nova Mutum                       | 0.8006                  |
| 9º                       | Rondonópolis                     | 0.8004                  |
| Desenvolvimento moderado |                                  |                         |
| 10º                      | Primavera do Leste               | 0.7936                  |
| 11º                      | Tangará da Serra                 | 0.7923                  |
| 12º                      | Itaúba                           | 0.7912                  |
| 13º                      | Alta Floresta                    | 0.7865                  |
| 14º                      | Porto dos Gaúchos                | 0.7843                  |
| 15º                      | Araputanga                       | 0.7837                  |
| 16º                      | Juína                            | 0.7816                  |
| 17º                      | Planalto da Serra                | 0.7729                  |
| 18º                      | Reserva do Cabaçal               | 0.7725                  |
| 19º                      | Vera                             | 0.7691                  |
| 20º                      | Ipiranga do Norte                | 0.7679                  |
| 21º                      | Nova Ubiratã                     | 0.7672                  |
| 22º                      | Campos de Júlio                  | 0.7666                  |
| 23º                      | Nova Marilândia                  | 0.7553                  |
| 24º                      | Itiquira                         | 0.7552                  |
| 25º                      | Salto do Céu                     | 0.7537                  |
| 26º                      | Terra Nova do Norte              | 0.7525                  |
| 27º                      | Matupá                           | 0.7520                  |
| 28º                      | Tapurah                          | 0.7458                  |
| 29º                      | Sapezal                          | 0.7444                  |
| 30º                      | União do Sul                     | 0.7395                  |
| 31°                      | Várzea Grande                    | 0.7390                  |
| 32º                      | Nova Monte Verde                 | 0.7376                  |
| 33º                      | Juara                            | 0.7373                  |
| 34º                      | Querência                        | 0.7367                  |
| 35º                      | Tabaporã                         | 0.7358                  |
| 36º                      | Santa Carmem                     | 0.7349                  |
| 37º                      | Cláudia                          | 0.7331                  |
| 38º                      | Paranatinga                      | 0.7299                  |
| 39º                      | Novo São Joaquim                 | 0.7292                  |
| 40º                      | Guarantã do Norte                | 0.7264                  |
| 41º                      | Água Boa                         | 0.7193                  |
| 42º                      | Novo São Joaquim                 | 0.7135                  |
| 43º                      | Araguaiana                       | 0.7125                  |
| 44º                      | Carlinda                         | 0.7112                  |
| 45º                      | Glória d'Oeste                   | 0.7100                  |
| 46º                      | Terra Nova do Norte              | 0.7092                  |
| 47º                      | Salto do Céu                     | 0.7067                  |
| 48º                      | Nova Brasilândia                 | 0.7047                  |
| 49°                      | Nobres                           | 0.7045                  |
| 50°                      | Nova Monte Verde                 | 0.7012                  |
| 51°                      | Araputanga                       | 0.7005                  |
| 52º                      | Nova Lacerda                     | 0.6970                  |
| 53º                      | Feliz Natal                      | 0.6965                  |
| 54º                      | Barra do Garças                  | 0.6961                  |
| 55º                      | Nova Bandeirantes                | 0.6953                  |
| 56°                      | São José dos Quatro Marcos       | 0.6945                  |
| 57°                      | Itanhangá                        | 0.6924                  |
| 58°                      | Rondolândia                      | 0.6917                  |
| 59º                      | Pedra Preta                      | 0.6900                  |
| 60º                      | Acorizal                         | 0.6884                  |
| 61º                      | Itiquira                         | 0.6855                  |
| 62º                      | Juara                            | 0.6842                  |
| 63°                      | Figueirópolis d'Oeste            | 0.6841                  |
| 63°                      | Reserva do Cabaçal               | 0.6841                  |
| 64º                      | Colíder                          | 0.6839                  |
| 65º                      | Curvelândia                      | 0.6824                  |
| 66º                      | Nova Maringá                     | 0.6820                  |
| 67º                      | Alto Araguaia                    | 0.6805                  |
| 68º                      | Santa Cruz do Xingu              | 0.6774                  |
| 69º                      | Cáceres                          | 0.6756                  |
| 70º                      | Aripuanã                         | 0.6744                  |
| 71º                      | Pontes e Lacerda                 | 0.6741                  |
| 72º                      | Porto Esperidião                 | 0.6718                  |
| 73º                      | Nova Olímpia                     | 0.6682                  |
| 74º                      | Torixoréu                        | 0.6681                  |
| 75º                      | Cláudia                          | 0.6669                  |
| 76º                      | São José do Rio Claro            | 0.6662                  |
| 77º                      | Castanheira                      | 0.6660                  |
| 78º                      | Juscimeira                       | 0.6628                  |
| 79º                      | Nossa Senhora do Livramento      | 0.6620                  |
| 80º                      | Ribeirãozinho                    | 0.6615                  |
| 81º                      | Brasnorte                        | 0.6609                  |
| 82º                      | Jangada                          | 0.6608                  |
| 83º                      | Nova Guarita                     | 0.6597                  |
| 84º                      | Nova Santa Helena                | 0.6593                  |
| 85º                      | Arenápolis                       | 0.6590                  |
| 86º                      | Itaúba                           | 0.6553                  |
| 87º                      | Nova Xavantina                   | 0.6550                  |
| 88º                      | Comodoro                         | 0.6522                  |
| 89º                      | São José do Xingu                | 0.6515                  |
| 90º                      | Cocalinho                        | 0.6513                  |
| 91º                      | Santo Antônio do Leverger        | 0.6501                  |
| 92º                      | Chapada dos Guimarães            | 0.6485                  |
| 93º                      | Poconé                           | 0.6466                  |
| 94º                      | Santo Afonso                     | 0.6443                  |
| 95º                      | Porto Alegre do Norte            | 0.6402                  |
| 96º                      | Vila Bela da Santíssima Trindade | 0.6375                  |
| 97º                      | Rio Branco                       | 0.6358                  |
| 98º                      | Nova Canaã do Norte              | 0.6352                  |
| 99º                      | Indiavaí                         | 0.6285                  |
| 100º                     | Pontal do Araguaia               | 0.6210                  |
| 101º                     | Jauru                            | 0.6204                  |
| 102º                     | Alto Paraguai                    | 0.6188                  |
| 103º                     | Poxoréo                          | 0.6171                  |
| 104º                     | Barão de Melgaço                 | 0.6160                  |
| 105º                     | Canarana                         | 0.6124                  |
| 106º                     | Tesouro                          | 0.6122                  |
| 107º                     | Porto Estrela                    | 0.6101                  |
| 108º                     | Araguainha                       | 0.6076                  |
| 109º                     | Novo Mundo                       | 0.6058                  |
| 110º                     | Confresa                         | 0.6044                  |
| 111º                     | Santo Antônio do Leste           | 0.6030                  |
| 112º                     | Conquista d'Oeste                | 0.6011                  |
| 113º                     | Colniza                          | 0.6009                  |
| 114º                     | Nortelândia                      | 0.6001                  |
| Desenvolvimento regular  |                                  |                         |
| 115º                     | Cotriguaçu                       | 0.5988                  |
| 116º                     | Marcelândia                      | 0.5974                  |
| 117º                     | Ribeirão Cascalheira             | 0.5943                  |
| 118º                     | Ponte Branca                     | 0.5928                  |
| 119º                     | Novo Santo Antônio               | 0.5916                  |
| 120º                     | São José do Povo                 | 0.5844                  |
| 121º                     | Dom Aquino                       | 0.5819                  |
| 122º                     | Guiratinga                       | 0.5807                  |
| 123º                     | Canabrava do Norte               | 0.5782                  |
| 124º                     | Peixoto de Azevedo               | 0.5764                  |
| 125º                     | Apiacás                          | 0.5708                  |
| 126º                     | Santa Terezinha                  | 0.5704                  |
| 127º                     | Vila Rica                        | 0.5690                  |
| 128º                     | Vale de São Domingos             | 0.5669                  |
| 129º                     | Luciára                          | 0.5637                  |
| 130º                     | Bom Jesus do Araguaia            | 0.5541                  |
| 131º                     | Novo Horizonte do Norte          | 0.5488                  |
| 132º                     | Serra Nova Dourada               | 0.5483                  |
| 133º                     | Gaúcha do Norte                  | 0.5473                  |
| 134º                     | São Félix do Araguaia            | 0.5360                  |
| 135º                     | Alto Boa Vista                   | 0.5357                  |
| 136º                     | Rosário Oeste                    | 0.5269                  |
| 137º                     | Denise                           | 0.5254                  |
| 138º                     | General Carneiro                 | 0.5116                  |
| 139º                     | Nova Nazaré                      | 0.4519                  |
| 140º                     | Campinápolis                     | 0.4092                  |
| Desenvolvimento baixo    |                                  |                         |
| nenhum município         |                                  |                         |
| Sem dados                |                                  |                         |
| Juruena                  |                                  |                         |